# Deitingen (Wüstung)
Deitingen ist eine partielle Ortswüstung bei Neudenau im Landkreis Heilbronn. Der Ort entstand wohl in alamannischer Zeit, wurde 1276 erstmals erwähnt und war um 1400 bereits nicht mehr bewohnt, nachdem das benachbarte Neudenau zur stärker befestigten Stadt ausgebaut worden war. Von dem Ort blieb die heute Gangolfskapelle genannte frühere Pfarrkirche erhalten, die seit langer Zeit Ziel von Wallfahrten ist und um die sich seit der Neuzeit wieder ein paar Nebengebäude scharen.

## Geschichte
Obwohl der Sage nach Frankenkönig Dagobert I. neben weiteren Ereignissen in der Umgebung auch an der Gründung von Deitingen beteiligt gewesen sein soll, deutet die Endung des Ortsnamens auf -ingen eher auf eine alamannische Gründung hin. Über die frühe Entwicklung des Ortes gibt es keine Nachrichten, aber die Existenz einer Pfarrkirche im 13. Jahrhundert weist auf eine gewisse Größe und Bedeutung hin, die über einzelne Gehöfte hinausgeht. Der Niedergang Deitingens hängt sicher mit dem Ausbau des benachbarten Neudenau zur befestigten Stadt ab dem 13. Jahrhundert und mit dem Bevölkerungsrückgang durch eine Pestepidemie um 1350 zusammen.
Urkundlich wurde der Ort Deitingen erstmals 1276 erwähnt, als die dem heiligen Gangolf gewidmete Pfarrkirche vom Kloster Amorbach an das Stift Wimpfen verkauft wurde, wobei die Kirche von einer selbstständigen Pfarrkirche zu einer Filialkirche der Pfarrkirche St. Laurentius in Neudenau wurde.
Der um die Kirche liegende Ort Deitingen kam 1359 an den Erzbischof von Mainz und bestand 1395 nur noch aus zwei Hofstätten. Danach wird an Gebäuden nur noch die Kirche erwähnt, so dass der Ort wohl um 1400 schon nicht mehr bewohnt war. In einer Urkunde von 1409 bezeugt die Gemeinde Neudenau, den Weinzehnten von Deitingen widerrechtlich eingezogen zu haben, was darauf schließen lässt, dass die Weinberge des Ortes sich bereits im Besitz Neudenauer Bürger befunden haben.
Auch die anhand von in älteren Urkunden belegten Wasserbauten an der Jagst nachweisbare alte Deitinger Mühle war bis 1395 schon wieder verschwunden. Von 1671 bis 1815 bestand jedoch nochmals eine Lohmühle, für die erneut Stauanlagen bei Deitingen errichtet wurden.
Die Gangolfskapelle in Deitingen wurde nie aufgegeben, da sie vom 14. bis ins 19. Jahrhundert Ziel von Wallfahrten war und seit 1923 bis in die Gegenwart wieder ist. Um die Kirche entstanden in der Neuzeit Nebengebäude und einige Sportanlagen.